# Dadabhai Naoroji

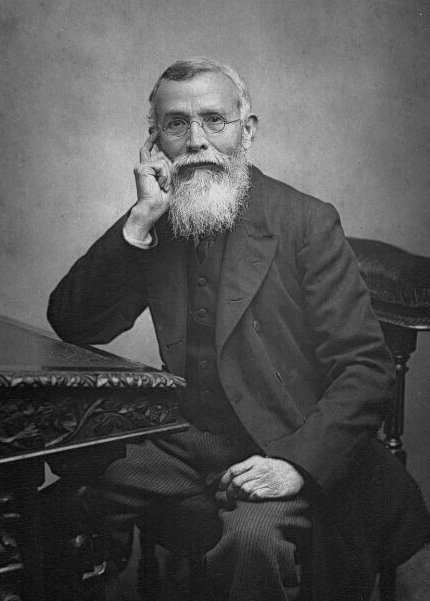
Dadabhai Naoroji (1892)

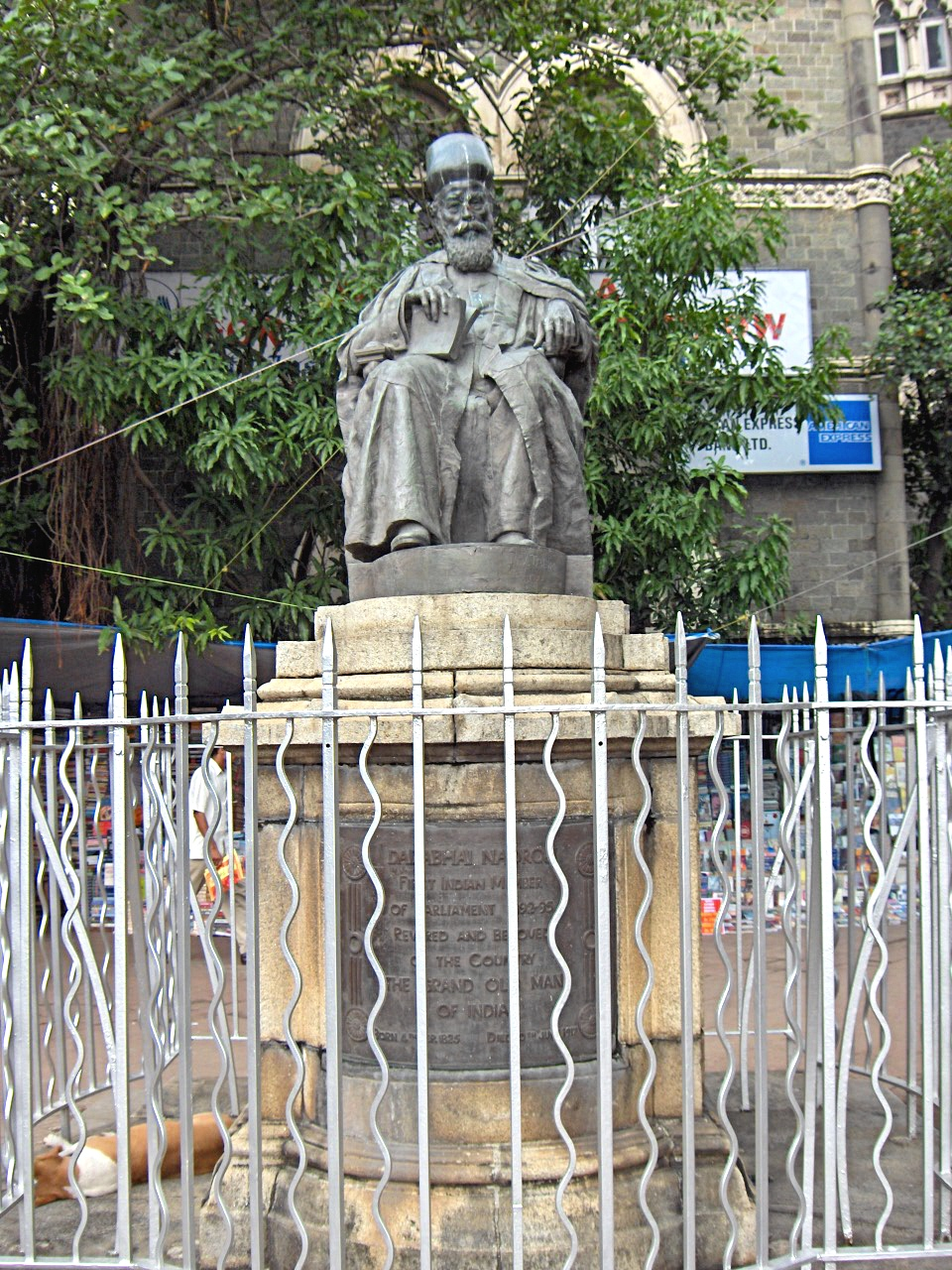
Denkmal für Naoroji in Mumbai

Dadabhai Naoroji (* 4. September 1825 in Bombay; † 30. Juni 1917 ebenda) war ein parsischer Intellektueller und Gelehrter und ein früher indischer Politiker. Er war der erste Abgeordnete asiatischer Herkunft im House of Commons.

## Leben
Er stammte aus einer armen parsischen Priesterfamilie und war der Sohn von Maneckbai und Naoroji Palanji Dordi. Sein Vater starb bereits, als er vier Jahre alt war. Seine Mutter, eine Analphabetin, bemühte sich um die beste für Inder zugängliche englische Bildung. Er wurde am Elphinstone College in Bombay ausgebildet und wurde Lehrer. Er rief Kurse zur Lese- und Schreibförderung von Mädchen in Marathi und Gujarati ins Leben. Später gründete er zur Erwachsenenbildung die Dnyan Prasarak Mandali (deutsch Gesellschaft zur Förderung des Wissens). 1855 wurde Naoroji zum Professor der Mathematik und Naturphilosophie berufen. Im Juni des gleichen Jahres erhielt er die Einladung der wohlhabenden Cama-Familie, sie auf einer Geschäftsreise nach England zu begleiten. Er opferte dafür seine Professur und wurde später Professor für Gujarati am University College London.
Am 1. Dezember 1866 beteiligte er sich an der Gründung der East India Association, einer Vereinigung von in Indien gedienten, hochrangigen Offizieren und Persönlichkeiten, die Zugang zu Parlamentsmitgliedern besaßen. Durch seine eigene Initiative erwarb er sich dabei das Amt eines Quasi-Botschafters Indiens. Er setzte eine Resolution im Parlament durch, wonach in Indien und Großbritannien gleichzeitig Aufnahmeprüfungen für den Indian Civil Service durchgeführt werden sollten. 1866 wurden seine Anstrengungen belohnt, als erstmals neun Inder unter den nominierten 60 Bewerbern für den Indian Civil Service waren.
1874 wurde er, auf Wunsch des Maharadscha von Baroda Malharrao Gaekwad, Premierminister des Fürstenstaates Baroda und ebenfalls Mitglied des Imperialen Legislativrats von Bombay (1885–1888). Das Amt des Premierministers gab er nach Differenzen bezüglich der von ihm beabsichtigten Reformen bereits zwei Jahre später wieder auf, nachdem er geordnete Finanzen und eine wohlorganisierte, effiziente Verwaltung hinterlassen hatte. Naoroji wurde zunehmend desillusioniert bezüglich britischer Einsicht: Nach einem sorgfältigen Studium von Statistiken der letzten 37 Jahre konnte er beweisen, dass Indiens Exporte seine Importe jährlich um ca. $ 135 Mio. übertrafen (Handelsbilanzüberschuss). Daraus leitete er seine Abflusstheorie ab: „Unvermeidbare Konsequenz ausländischer Herrschaft ist der Abfluss von Vermögen von der dominierten Nation in das Land der Herrschaft.“
Er gründete ferner die Indian National Association von Kalkutta einige Jahre vor der Gründung des Indischen Nationalkongresses in Bombay, der die gleichen Ziele und Vorgehensweisen hatte. Beide Gruppen fusionierten zum Indischen Nationalkongress und Naoroji wurde 1866 zum Präsidenten des Kongresses gewählt.
Naoroji kehrte nach Großbritannien zurück, wo er sein politisches Engagement fortsetzte. Im Juli 1892 wurde er im Wahlkreis Finsbury Central für die Liberal Party als erster indischer Abgeordneter in das britische Parlament gewählt, nachdem er bereits 1886 vergeblich kandidiert hatte. Als Parse lehnte er es ab, seinen Eid auf die Bibel abzulegen. Es wurde ihm stattdessen ermöglicht, seinen Eid auf die Avesta, das Heilige Buch des Zoroastrismus abzulegen. Im Parlament sprach er zu irischer Home Rule und den Lebensbedingungen des indischen Volkes. Bei seinen politischen Kampagnen und Aufgaben als Abgeordneter wurde er von Ali Jinnah unterstützt, dem späteren Moslemnationalisten und Gründer Pakistans. 1895 gehörte Naoroji der Royal Commission on Indian Expenditure an, in der er die zu hohe Steuerbelastung des indischen Steuerzahlers anprangerte, der neben der britischen Kolonialverwaltung und der unter britischem Kommando stehenden Indische Armee auch deren imperiale Kriegführung in Asien und Afrika mitzubezahlen hatte. 1901 veröffentlichte er ein Buch unter dem Titel Armut und unbritische Herrschaft in Indien, in dem er die Praxis britischer Kolonialherrschaft mit den Maßstäben des britischen Liberalismus maß.
1906 wurde Naoroji zum dritten Mal zum Präsidenten des Indischen Nationalkongresses gewählt. Er galt als standhafter Gemäßigter in der Kongresspartei und wurde deshalb eigens zu deren Parteitag nach Kalkutta geholt, als die Spaltung der Partei in Gemäßigte um Gopal Krishna Gokhale und Extremisten um Bal Gangadhar Tilak, Bipin Chandra Pal und Aurobindo Ghose in jener Phase drohte. Während die Gemäßigten lediglich Autonomie verlangten, riefen die Extremisten zur Selbstregierung auf und wollten britische Waren deshalb boykottieren. Naoroji gelang es, den Riss durch die Kongresspartei noch einmal aufzuhalten, indem er das Ziel der Selbstregierung, Swaraj, in seiner Rede definierte, das mit verfassungsmäßigen Mitteln erreicht werden sollte. Doch die Spaltung der Kongresspartei verzögerte er lediglich um ein Jahr.
Bei seinem Tode 1917 galt er als „großer alter Mann Indiens“ und war als Mentor Mohandas Gandhis bekannt. Seit seinem elften Lebensjahr war er mit Gulbai verheiratet. Seine Mutter und sein einziger Sohn starben während seines Englandaufenthalts.

## Schriften
Poverty and un-British rule in India, 1901